# Hemicordulia mindana
Hemicordulia mindana är en trollsländeart. Hemicordulia mindana ingår i släktet Hemicordulia och familjen skimmertrollsländor. IUCN kategoriserar arten globalt som nära hotad.

## Underarter
Arten delas in i följande underarter:
- H. m. mindana
- H. m. nipponica